# (100565) 1997 GC29
(100565) 1997 GC29 es un asteroide perteneciente al cinturón de asteroides, descubierto el 9 de abril de 1997 por el equipo del Spacewatch desde el Observatorio Nacional de Kitt Peak, Arizona, Estados Unidos.

## Designación y nombre
Designado provisionalmente como 1997 GC29.

## Características orbitales
1997 GC29 está situado a una distancia media del Sol de 2,555 ua, pudiendo alejarse hasta 2,990 ua y acercarse hasta 2,120 ua. Su excentricidad es 0,170 y la inclinación orbital 0,355 grados. Emplea 1492,52 días en completar una órbita alrededor del Sol.

## Características físicas
La magnitud absoluta de 1997 GC29 es 16,5.